# American Football League 1963
La stagione AFL 1963 è stata la 4ª stagione sportiva della American Football League, la lega professionistica statunitense di football americano. La stagione è iniziata il 7 settembre 1963. La finale del campionato si è disputata il 5 gennaio 1964 nel Balboa Stadium di San Diego, in California tra i San Diego Chargers e i Boston Patriots ed ha visto la vittoria dei primi per 51 a 10.
Prima dell'inizio della stagione i New York Titans assunsero la nuova denominazione di New York Jets.

## Stagione regolare
La stagione regolare è iniziata il 7 settembre 1963 ed è terminata il 22 dicembre, si è svolta in 14 giornate.

### Risultati della stagione regolare
- V = Vittorie, S = Sconfitte, P = Pareggi, PCT = Percentuale di vittorie, PF = Punti Fatti, PS = Punti Subiti
- La qualificazione ai play-off è indicata in verde (tra parentesi il seed)

| Eastern Division    |   |   |   |     |     |     |
| Squadra             | V | S | P | PCT | PF  | PS  |
| (*) Boston Patriots | 7 | 6 | 1 | 538 | 327 | 257 |
| Buffalo Bills       | 7 | 6 | 1 | 538 | 304 | 291 |
| Houston Oilers      | 6 | 8 | 0 | 429 | 302 | 372 |
| New York Jets       | 5 | 8 | 1 | 385 | 249 | 399 |

| Western Division       |    |    |   |     |     |     |
| Squadra                | V  | S  | P | PCT | PF  | PS  |
| (*) San Diego Chargers | 11 | 3  | 0 | 786 | 399 | 255 |
| Oakland Raiders        | 10 | 4  | 0 | 714 | 363 | 282 |
| Kansas City Chiefs     | 5  | 7  | 2 | 417 | 347 | 263 |
| Denver Broncos         | 2  | 11 | 1 | 154 | 301 | 473 |

Al termine della stagione regolare, i Patriots si qualificarono per la finale dopo uno spareggio con i Bill che si svolse il 28 dicembre al War Memorial Stadium di Buffalo e che si concluse col punteggio di 26 a 8.

## La finale
La finale della AFL venne giocata tra le squadre prime qualificate delle due Division, ovvero i San Diego Chargers e i Boston Patriots il 5 gennaio 1964 nel Balboa Stadium di San Diego, in California. I Chargers si aggiudicarono il titolo per 51 a 10.

### Vincitore
| Vincitori del campionato AFL 1963 San Diego Chargers 1º titolo |